# Lathrop (Kalifornia)
Lathrop – miasto w Stanach Zjednoczonych, w stanie Kalifornia, w hrabstwie San Joaquin.